# Ханс Кристиан Андерсен (награда)
Наградата „Ханс Кристиан Андерсен“ е международно отличие, което се присъжда на автор или илюстратор на детска литература. Връчва се под патронажа на кралицата на Дания на всеки 2 години. Авторите на книги за деца се отличават с наградата от 1956 г., а илюстратори – от 1966 г. Наградата се връчва на 2 април – международен ден на детската книга и рожден ден на Ханс Кристиан Андерсен.

## Носители на наградата

### Писатели
- 1956 – Елеанор Фарджън (Великобритания)
- 1958 – Астрид Линдгрен (Швеция)
- 1960 – Ерих Кестнер (Германия)
- 1961 – Карл Брукнер (Австрия)
- 1962 – Майк Дежон (САЩ)
- 1964 – Рене Жули (Франция)
- 1966 – Туве Янсон (Финландия)
- 1968 – Джеймс Крюс (Германия)
- 1970 – Джани Родари (Италия)
- 1972 – Спок О`Дил (САЩ)
- 1974 – Мария Гриппе (Швеция)
- 1976 – Сесил Вьоднер (Дания)
- 1978 – Паула Фокс (САЩ)
- 1980 – Бохумил Риха (Чехословакия)
- 1982 – Лиджия Нунес (Бразилия)
- 1984 – Кристине Ньостлингер (Австрия)
- 1986 – Патриция Райтсън (Австралия)
- 1988 – Ани Шмид (Холандия)
- 1990 – Тормод Хуген (Норвегия)
- 1992 – Виржиния Хамилтън (САЩ)
- 1994 – Мичио Мадо (Япония)
- 1996 – Юри Орлов (Израел)
- 1998 – Катрин Патерсен (САЩ)
- 2000 – Ана Мария Магадо (Бразилия)
- 2002 – Айдън Чеймбърс (Великобритания)
- 2004 – Мартин Уодъл (Ирландия)
- 2006 – Маргарет Махи (Нова Зеландия)
- 2008 – Юрг Шубигер (Швейцария)
- 2010 – Дейвид Олмънд (Великобритания)
- 2012 – Мария Тереза Андруето (Аржентина)
- 2014 – Нахоко Уехаши (Япония)
- 2016 – Цао Венюан (Китай)
- 2018 – Ейко Кадоно (Япония)
- 2020 – Джаклин Удсън (САЩ)

### Илюстратори
- 1966 – Алоиз Кариджи (Швейцария)
- 1968 – Юри Трнка (Чехословакия)
- 1970 – Морис Сендак (САЩ)
- 1972 – Иб Спан Олсен (Дания)
- 1974 – Фаршид Месгами (Ирак)
- 1976 – Татяна Маврина (СССР)
- 1978 – Свенд Ото С. (Дания)
- 1980 – Суекичи Акаба (Япония)
- 1982 – Збигнев Ричлиски (Полша)
- 1984 – Митсумаса Ано (Япония)
- 1986 – Робърт Ингпен (Австралия)
- 1988 – Душан Келай (Чехословакия)
- 1990 – Лизбет Цвергер (Австрия)
- 1992 – Квета Пасовска (Чехия)
- 1994 – Йорг Мюлер (Швейцария)
- 1996 – Клаус Енсикат (Германия)
- 1998 – Томи Унтерер (Франция)
- 2000 – Антъни Браун (Великобритания)
- 2002 – Куентин Блейк (Великобритания)
- 2004 – Макс Велтхаюс (Холандия)
- 2006 – Волф Ерлбрух (Германия)
- 2008 – Роберто Иноченти (Италия)
- 2010 – Юта Бауер (Германия)
- 2012 – Петер Сис (Чехия)
- 2014 – Рожер Мело (Бразилия)
- 2016 – Ротраут Сузане Вернер (Германия)
- 2018 – Игор Олеников (Русия)
- 2020 – Албертин Зуло (Швейцария)